# Gecarcinucus
Gecarcinucus is een geslacht van kreeftachtigen uit de klasse van de Malacostraca (hogere kreeftachtigen).

## Soorten
- Gecarcinucus edwardsi Alcock, 1909
- Gecarcinucus jacquemontii H. Milne Edwards, 1844